# Spekulation (ekonomi)
Spekulation är ett ekonomiskt risktagande avsett att ge avkastning i form av värdeförändring, ofta på kort sikt. [källa behövs] I dagligt tal syftar man dock ofta på köp av en börsnoterad tillgång som man är beredd att sälja snabbt, men mer generellt innebär spekulation att man förväntar sig en värdeförändring av själva värdepappret, snarare än ändrade förutsättningar för den underliggande tillgången. Begreppet har dock en något negativ klang och kan även syfta på oansvarigt ägande av fastigheter eller affärsrörelser. [källa behövs] En spekulation kan också innebära att en person köper exempelvis en biljett för att sedan sälja den mycket dyrare på andrahandsmarknaden för ett oftast avsevärt mycket högre belopp än inköpspriset.
Ett exempel på en framgångsrik spekulant är George Soros.
Att ägna sig åt spekulation kallades förr jobberi och en person som ägnade sig åt dylikt jobbare.